# Cantonul La Bâtie-Neuve
Cantonul La Bâtie-Neuve este un canton din arondismentul Gap, departamentul Hautes-Alpes, regiunea Provence-Alpes-Côte d'Azur, Franța.

## Comune
- Avançon
- La Bâtie-Neuve (reședință)
- La Bâtie-Vieille
- Montgardin
- Rambaud
- La Rochette
- Saint-Étienne-le-Laus
- Valserres